# Bassus belokobylskiji
Bassus belokobylskiji är en stekelart som beskrevs av Michael J. Sharkey 1998. Bassus belokobylskiji ingår i släktet Bassus och familjen bracksteklar. Inga underarter finns listade.